# Observatoire Sonnblick
L’Observatoire Sonnblick est une installation du service de météorologie et de géodynamique autrichien (ZAMG). Il est situé au sommet du Hohen Sonnblick (3 106 mètres) près de Rauris (Land de Salzbourg). Le Rauriser Sonnblick fait partie du groupe Goldberg dans la zone centrale du parc national des Hohe Tauern.
La plus haute station d'observation météorologique d'Autriche est occupée toute l'année et n'a été hors-circuit que quatre jours depuis sa création en 1886. Le Sonnblickverein est propriétaire de l'observatoire depuis 1892. L'exploitation et l'entretien sont financées par le ministère fédéral des sciences et l'Académie autrichienne des sciences, ainsi que par des contributions d'associations et de parrainage.

## Historique

### Construction
Le deuxième Congrès mondial des météorologues à Rome en 1879 a promu l'exploration conjointe de l'atmosphère terrestre. À l'initiative du météorologue Julius von Hann, directeur du ZAMG, qui reprit une suggestion d'Ignaz Rojacher de Rauris, la construction d'un observatoire d'altitude à l'emplacement actuel devait commencer en 1885. Son but était d'explorer les couches supérieures de la troposphère pour fournir des valeurs comparatives fiables entre les mesures au sol et les mesures en ballon qui étaient effectuées à l'époque.
Pour des raisons financières, le début de la construction a été retardé d'un an. Les coûts de construction d'environ 5 700 florins ont été financés par l'ÖGM et des donateurs privés. La station météorologique a été construite en 1886 avec le soutien du propriétaire de la mine Rauris Ignaz Rojacher. Tout le matériel nécessaire à la construction a dû être transporté sur le chantier au sommet du Rauriser Sonnblick à 3 106 m d'altitude ou tiré avec des téléphériques de fortune.
Le plus haut observatoire ouvert toute l'année au monde a ouvert ses portes le 2 septembre 1886. Il se composait de l'ancienne tour météorologique et d'une petite hutte (à côté) pour dormir et restaurer les chercheurs, et à laquelle le Dr. Zittel, président de l' Association alpine allemande et autrichienne (DuOeAV) a également contribué financièrement.

### Évolution de la station
L'altitude de cette station de mesure éloignée des sources d'émission revêtait une importance particulière. Ce fut la pierre angulaire d'une vaste recherche interdisciplinaire sur l'environnement. Le nombre de projets de recherche a considérablement augmenté avec les années. Les études sur la pollution atmosphérique et son transport ont été élargies et la recherche sur le climat a été encouragée. Les causes du changement climatique et ses effets sur les hautes montagnes sont à l'étude.
Lors de la rénovation complète du bâtiment en 1986, en plus de la station météorologique, il y avait aussi une station de mesure de la chimie de l'air. L'aspect géologique est également pertinent pour l'observatoire de Sonnblick : le rocher au sommet du Hoher Sonnblick est criblé de fissures et cimenté par le pergélisol qui fond et recule en raison du réchauffement climatique depuis les années 1980, provoquant l'effritement de la montagne. En 2003 et 2004, des consoles en béton avec des ancrages rocheux ont donc été installées sur le flanc du sommet. Ils devraient aider à stabiliser suffisamment la roche sous les fondations de la station météo et du Zittelhaus.
Le 1er janvier 1905, l'observatoire de Sonnblick a mesuré une température de −37,4 °C, la plus basse jamais mesurée en Autriche dans des conditions normales. Ce record est seulement battue dans les dolines de montagnes, par ex. à Grünloch. L'Observatoire détient également l'épaisseur de nuage la plus élevée en Autriche, mesurée le 9 mai 1944 à 11,9 m.
Le nouveau téléphérique menant à l'observatoire de Sonnblick a été mis en service le 20 novembre 2018. La nacelle fermée, résistante aux intempéries offre de la place pour 6 passagers et peut être montée par des vents allant jusqu'à 80 km/h. Il n'est pas mis à disposition des alpinistes et des randonneurs à ski sauf en cas d'urgence,. L'ouverture officielle a eu lieu le 23 juin 2019.
Depuis avril 2022, et jusqu'au moins en 2025, l'observatoire participe au projet de recherche météorologique et climatique ARCTIS pour la recherche sur les nuages et le climat.

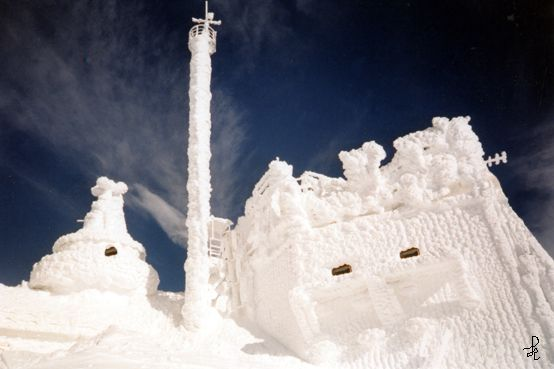
Observatoire en hiver.
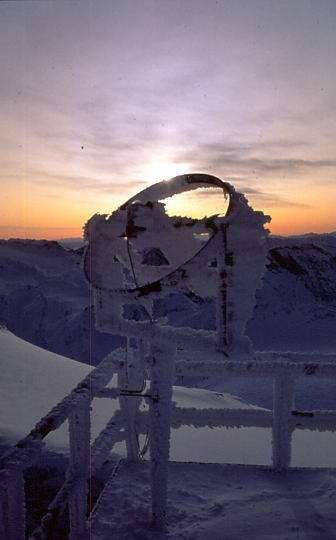
Héliographe sur la plate-forme de l'observatoire (3 111 m).
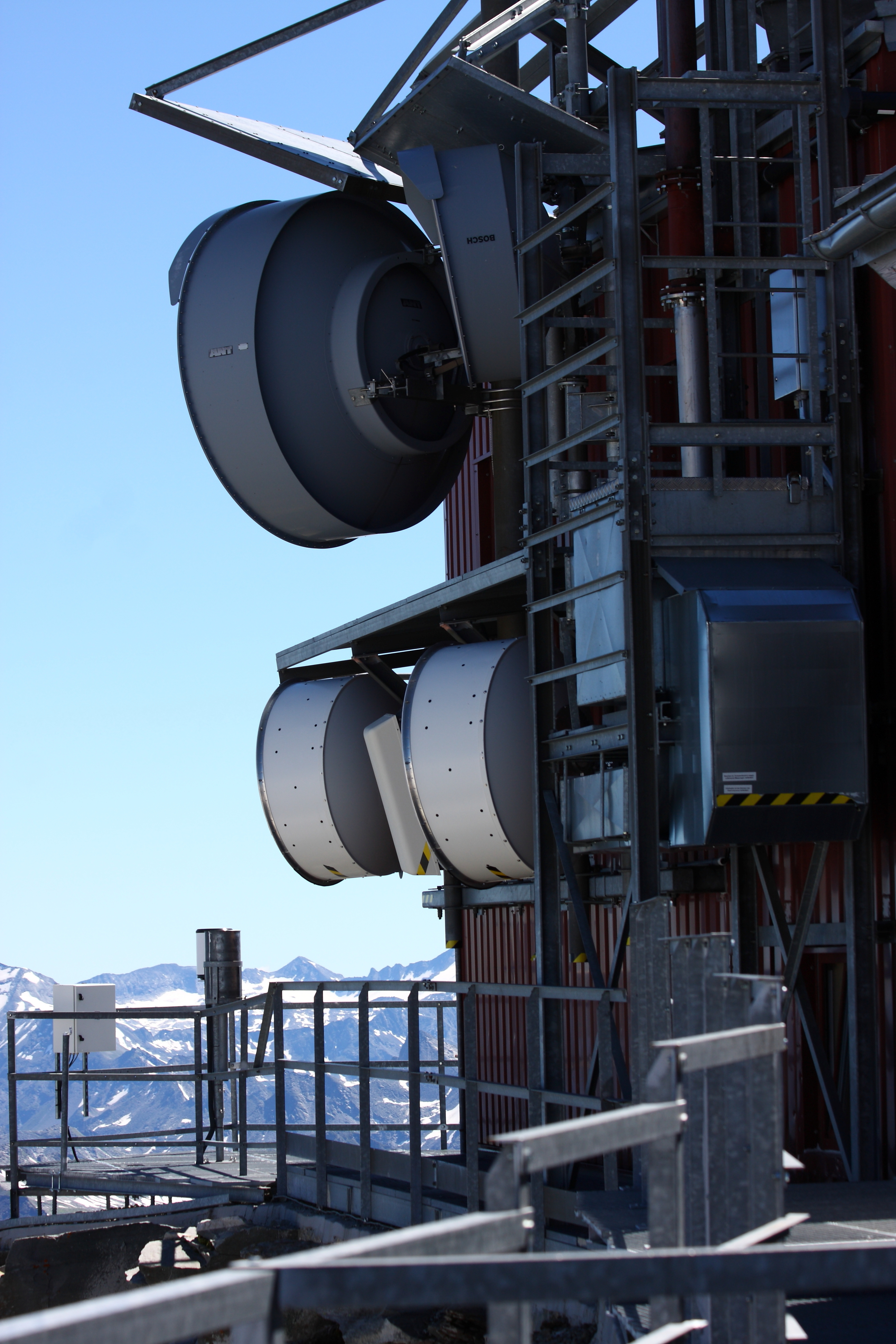
Antennes de télécommunications à l'observatoire.

## Fonctionnement
L'observatoire de Sonnblick est exploité par le service de météorologie et de géodynamique autrichien (ZAMG). Deux techniciens se relaient à la station, chacun pour une période de 14 jours. Ils garantissent entre autres que tous les appareils de mesure fonctionnent de manière cohérente et correcte. L'infrastructure moderne permet de mesurer les  aérosols en concentrations extrêmement faibles, mais très pertinentes sur le plan climatique, dans un environnement d'air pur.
En raison de l'observation toute l'année, l'Observatoire Sonnblick dispose d'une série de données complète datant d'une époque où elles ne pouvaient pas être automatiquement enregistrées, stockées ou transmises. Cette base de données aboutit à la plus longue série chronologique ininterrompue sur le climat de haute montagne. Des séries de données précises sur de longues périodes sont indispensables pour enregistrer variabilité et changements climatiques.

## Mesures et propriétés climatiques
Depuis le début des enregistrements réguliers, outre les mesures météorologiques (température, pression atmosphérique, humidité, précipitations, vitesse et direction du vent, durée d'ensoleillement), les électrométéores, le rayonnement cosmique, ainsi que la croissance des glaciers et des changements ont été observés.
En raison de l'emplacement sur la crête principale des Alpes à plus de 3 100 mètres d'altitude presque en atmosphère libre, ainsi que du support toute l'année par les techniciens de ZAMG, la station météo d'origine est devenue un lieu de recherche interdisciplinaire avec un très bon équipement technique au cours de la dernière décennie. S'appuyant sur les données de plus de 130 ans (sauf 4 jours après la fin de la Première Guerre mondiale), un grand nombre de projets sur les thèmes de la physique atmosphérique et de la chimie atmosphérique ont pu être mis en place à l'observatoire de Sonnblick ces dernières années.
Plusieurs instituts de recherche sont impliqués dans les contributions autrichiennes : l'Agence fédérale pour l'environnement mesure les traces de gaz atmosphériques, l'Université des ressources naturelles et des sciences de la vie de Vienne mesure la colonne d'ozone verticale et le rayonnement UV-B, alors que l'Université de technologie de Vienne mesure les aérosols. Des universités nationales et internationales ainsi que des instituts de recherche dans divers domaines (par ex.météorologie, glaciologie, chimie, rayonnement, radioactivité, géologie, biologie, géodésie ) utilisent l'observatoire, où plus de 40 programmes de recherche interdisciplinaires sont suivis chaque année.
Le Global Atmosphere Watch (GAW) est un programme mondial de l'Organisation météorologique mondiale (OMM) pour la surveillance à grande échelle de la composition chimique de l'atmosphère terrestre. Des mesures éloignées des sources de pollution devraient permettre une détection précoce des changements. En mai 2016, l'Observatoire de Sonnblick a été cité comme l'une des 40 stations de la plus haute qualité du GAW sur les 300 stations participantes dans le monde entier.
| Mois                              | jan.  | fév.  | mars  | avril | mai   | juin | jui.  | août  | sep.  | oct. | nov.  | déc.  | année   |
| --------------------------------- | ----- | ----- | ----- | ----- | ----- | ---- | ----- | ----- | ----- | ---- | ----- | ----- | ------- |
| Température minimale moyenne (°C) | −14   | −14   | −13   | −10   | −6    | −3   | 0     | 0     | −3    | −6   | −10   | −13   | −7,6    |
| Température maximale moyenne (°C) | −9    | −10   | −8    | −6    | −1    | 2    | 5     | 5     | 2     | −2   | −6    | −8    | −3      |
| Précipitations (mm)               | 127,5 | 110,1 | 152,2 | 159   | 139,1 | 146  | 164,4 | 147,9 | 116,9 | 120  | 145,2 | 144,6 | 1 672,9 |

## Bibliographie

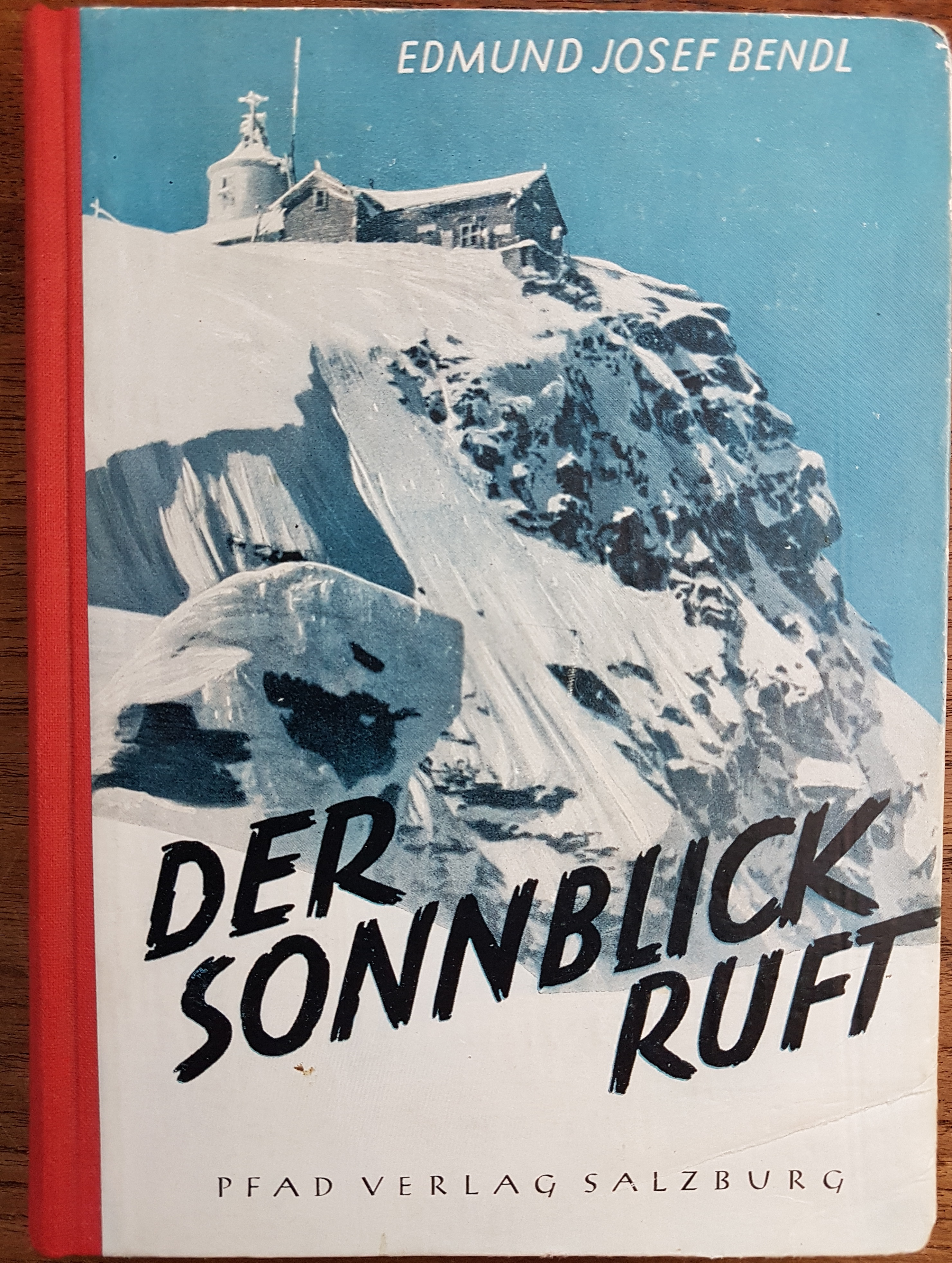
Couverture du livre Le Sonnblick appelle, édition de 1954.